# Longeau-Percey
Longeau-Percey és un municipi francès situat al departament de l'Alt Marne i a la regió del Gran Est. L'any 2007 tenia 705 habitants.

## Demografia

### Població
El 2007 la població de fet de Longeau-Percey era de 705 persones. Hi havia 280 famílies de les quals 86 eren unipersonals (41 homes vivint sols i 45 dones vivint soles), 81 parelles sense fills, 85 parelles amb fills i 28 famílies monoparentals amb fills.
La població ha evolucionat segons el següent gràfic:
Habitants censats

### Habitatges
El 2007 hi havia 325 habitatges, 285 eren l'habitatge principal de la família, 19 eren segones residències i 20 estaven desocupats. 250 eren cases i 74 eren apartaments. Dels 285 habitatges principals, 171 estaven ocupats pels seus propietaris, 106 estaven llogats i ocupats pels llogaters i 9 estaven cedits a títol gratuït; 3 tenien una cambra, 24 en tenien dues, 53 en tenien tres, 81 en tenien quatre i 124 en tenien cinc o més. 112 habitatges disposaven pel capbaix d'una plaça de pàrquing. A 152 habitatges hi havia un automòbil i a 107 n'hi havia dos o més.

### Piràmide de població
La piràmide de població per edats i sexe el 2009 era:
| Homes | Edats   | Dones |
| ----- | ------- | ----- |
| 0     | 95 o +  | 0     |
| 4     | 90 a 94 | 12    |
| 12    | 85 a 89 | 16    |
| 4     | 80 a 84 | 4     |
| 16    | 75 a 79 | 20    |
| 4     | 70 a 74 | 16    |
| 12    | 65 a 69 | 8     |
| 12    | 60 a 64 | 32    |
| 16    | 55 a 59 | 16    |
| 28    | 50 a 54 | 20    |
| 40    | 45 a 49 | 24    |
| 16    | 40 a 44 | 8     |
| 36    | 35 a 39 | 24    |
| 20    | 30 a 34 | 28    |
| 36    | 25 a 29 | 20    |
| 16    | 20 a 24 | 8     |
| 16    | 15 a 19 | 16    |
| 24    | 10 a 14 | 20    |
| 28    | 5 a 9   | 24    |
| 16    | 0 a 4   | 24    |

## Economia
El 2007 la població en edat de treballar era de 405 persones, 313 eren actives i 92 eren inactives. De les 313 persones actives 285 estaven ocupades (158 homes i 127 dones) i 27 estaven aturades (10 homes i 17 dones). De les 92 persones inactives 30 estaven jubilades, 36 estaven estudiant i 26 estaven classificades com a «altres inactius».

### Ingressos
El 2009 a Longeau-Percey hi havia 292 unitats fiscals que integraven 689 persones, la mediana anual d'ingressos fiscals per persona era de 16.166 €.

### Activitats econòmiques
Dels 47 establiments que hi havia el 2007, 1 era d'una empresa extractiva, 1 d'una empresa alimentària, 2 d'empreses de fabricació d'altres productes industrials, 7 d'empreses de construcció, 10 d'empreses de comerç i reparació d'automòbils, 4 d'empreses de transport, 4 d'empreses d'hostatgeria i restauració, 1 d'una empresa d'informació i comunicació, 3 d'empreses financeres, 1 d'una empresa immobiliària, 1 d'una empresa de serveis, 7 d'entitats de l'administració pública i 5 d'empreses classificades com a «altres activitats de serveis».
Dels 19 establiments de servei als particulars que hi havia el 2009, 1 era una oficina d'administració d'Hisenda pública, 1 gendarmeria, 1 oficina de correu, 1 una oficina bancària, 2 funeràries, 2 tallers de reparació d'automòbils i de material agrícola, 1 autoescola, 2 paletes, 2 guixaires pintors, 2 fusteries, 1 lampisteria, 1 electricista, 1 perruqueria i 1 restaurant.
Dels 5 establiments comercials que hi havia el 2009, 1 era un hipermercat, 1 una botiga de menys de 120 m², 1 una botiga de congelats, 1 una peixateria i 1 una joieria.
L'any 2000 a Longeau-Percey hi havia 8 explotacions agrícoles que ocupaven un total de 654 hectàrees.

## Equipaments sanitaris i escolars
L'únic equipament sanitari que hi havia el 2009 era una farmàcia.
El 2009 hi havia una escola elemental integrada dins d'un grup escolar amb les comunes properes formant una escola dispersa.

## Poblacions més properes
El següent diagrama mostra les poblacions més properes.